# Ekaterina Curculosse
Ekatarina Dimitrova devenue Ekaterina Curculosse (née le 23 novembre 1987 à Plovdiv, Bulgarie), est une joueuse bulgare de basket-ball mesurant 1,82 m et évolue au poste d'arrière.

## Biographie
Au championnat d'Europe des 20 ans et moins, elle est la première joueuse depuis la réforme des catégories d'âge à réussir un triple-double (16 points, 10 rebonds et 10 passes décisives) en 2006 contre la République tchèque. le second de la jeune ukrainienne Alina Iahoupova ne viendra que six ans plus tard (24 points, 13 rebonds et 10 passes).
Internationale depuis ses 16 ans, elle a disputé l'Euro 2007, marquant 3 points par match en 19 minutes de jeu.
En 2010, elle signe à Charleville après la défection d'Elin Eldebrink. Après deux saisons à Basket Landes, elle a de nouveau le challenge de maintenir son club en LFB.
En 2012-2013, le club entame sa troisième saison dans l'élite. Devenue Ekaterina Curculosse, sa saison 2014-2015 prend fin en janvier pour cause de grossesse.

## Club
| Saisons   | Équipe                    | Pays     |
| 2004-2005 | Levski Spartak Sofia      | Bulgarie |
| 2006-2007 | AS Mercede Basket Alghero | Italie   |
| 2006-2007 | AS Mercede Basket Alghero | Italie   |
| 2007-2008 | Maccabi Ramat Hen         | Israël   |
| 2007-2008 | Montigarda Basket         | Italie   |
| 2008-2010 | Basket Landes             | France   |
| 2010-2015 | Flammes Carolo basket     | France   |